# Castelnuovo di Garfagnana
Castelnuovo di Garfagnana es una localidad italiana de la provincia de Lucca, región de Toscana, con 6139 habitantes.
Perteneciente al Ducado de Ferrara, cuando este pasó a los Estados Pontificios en 1598, el municipio permaneció en poder del Ducado de Modena y Reggio. 
La fortaleza de Monte Alfonso le servia de defensa frente a la República de Lucca. 

Ubicación de la ciudad de Castelnuovo di Garfagnana dentro de la provincia de Lucca.

## Evolución demográfica
| Gráfica de evolución demográfica de Castelnuovo di Garfagnana entre 1861 y 2001 |
|                                                                                 |
| Fuente ISTAT - Elaboración gráfica por parte de Wikipedia                       |